# MuseumTV
MuseumTV is een on demand-videoplatform dat actuele en afgelopen tentoonstellingen van Nederlandse musea online in beeld brengt. Er staan meer dan 270 musea op het online platform variërend van grote gevestigde musea zoals het Rijksmuseum en het Van Gogh Museum tot kleinere, minder bekende musea zoals het Koninklijk Planetarium te Franeker en het CODA Museum. MuseumTV maakt promo’s en mini-documentaires die geschoten worden door een pool van professionele filmmakers. MuseumTV is hét videoplatform dat kunst, cultuur en design tot leven brengt. Het platform vertelt het publiek wat er achter de schermen van musea gebeurt. De presentators van de mini documentaires geven een kijkje in het leven van bekende kunstenaars. En de curatoren nemen de kijkers mee de diepte in tijdens rijke achtergrondverhalen over de nieuwste tentoonstellingen en collecties.

## Oprichting
MuseumTV is sinds 2016 actief, als onderdeel van Stichting Ons Museum werd het opgericht met samenwerkende musea. De stichting werkt samen met het VSBfonds, het Mondriaan Fonds, het Prins Bernard Cultuurfonds en een tiental provincies om regionale musea en erfgoed in beeld te brengen. MuseumTV brengt tentoonstellingen en collecties in beeld en vergroot daarmee het bereik en de toegankelijkheid van de musea. Dit gebeurt onder andere door samenwerkingen met partners als KPN, KLM en HEMA. Ook zijn de mini-documentaires van MuseumTV te zien via het On Demand kanaal van KPN, Telfort en XS4ALL. Naast de website heeft MuseumTV ook een mobiele app. Ook hier zijn de video’s en galerijen van actuele en afgelopen tentoonstellingen en collecties te zien.

## Content
Bijna ieder museum in Nederland heeft een pagina op MuseumTV.nl. Dit is meestal niet vanuit opdracht van een museum zelf, maar is een initiatief van MuseumTV. Op zo'n museumpagina is alle algemene informatie over een museum te vinden. Op MuseumTV kunnen bezoekers zich, voorafgaand aan hun museumbezoek, oriënteren aan de hand van achtergrondinformatie, video’s en galerijen. De promo’s, de verkorte versies van de mini-documentaires, zijn voor iedereen te bekijken. Na een gratis registratie zijn ook de mini-documentaires beschikbaar. Wanneer een tentoonstelling is afgelopen, blijven de video's nog steeds zichtbaar. Zo vormt het platform ook een archief van tentoonstellingen die in de musea te bezichtigen waren. Er worden niet alleen video's gewijd aan tentoonstellingen, maar ook aan de collectie van een museum.

## Publicatie
Elke week publiceert MuseumTV video's van nieuwe tentoonstellingen en collecties op het platform. Via de nieuwsbrief en sociale media worden de nieuwe video's bekendgemaakt. Op Facebook, Instagram en LinkedIn worden aanvullende informatie, quotes of winacties aangeboden. MuseumTV gaat doorgaans provincie na provincie af met het filmen van mini-documentaires. Na een bepaalde periode zijn alle video's van een provincie gemaakt, en dan is de volgende provincie aan de beurt. Op de website zijn musea op deze manier per provincie te bekijken. Het geeft een overzicht van welk museum zich waar bevindt.

## Vrienden van MuseumTV
MuseumTV is onderdeel van  Stichting Ons Museum, en is afhankelijk van donaties en van de Vrienden van MuseumTV. De Vrienden van MuseumTV steunen het platform door een structurele bijdrage te geven. Zij zijn onderdeel van de community van MuseumTV en kunnen gebruikmaken van verschillende extra voordelen zoals kortingen en andere aanbiedingen uit de museumwereld.